# 自由印度郵票

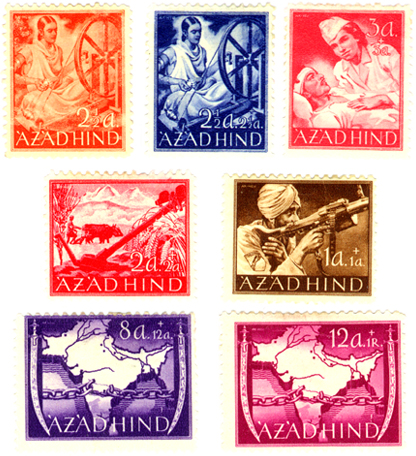

阿拉漢郵票（Azad Hind Stamps）是1943年2月德國針對錢德拉·鮑斯領導的自由印度臨時政府（Azad Hind）所發行的灰姑娘郵票（Cinderella stamps）以6個版本的不同設計方式。透過印度郵票，紀念印度的自由抗爭活動（India's Freedom Struggle through India Postage Stamps）。